# Calvente
Calvente (llamada oficialmente San Xoán de Calvente) es una parroquia española perteneciente al municipio de Oroso, en la provincia de La Coruña, Galicia.

## Entidades de población
Entidades de población que forman parte de la parroquia:
- La Iglesia (A Igrexa)
- Castiñeiro Redondo
- Garabanxa (A Garabanxa)
- Mijoy (Migoi)
- Barreira (A Barreira)

## Demografía
| Gráfica de evolución demográfica de Calvente entre 2000 y 2019 |
|                                                                |
| Datos según el nomenclátor publicado por el INE.               |